# اتحاد كشافة إفريقيا الوسطى
اتحاد جمهورية أفريقيا الوسطى هو واحد من 29 دولة حيث الكشافة موجودة ولكن لا يوجد فيها منظمة كشفية وطنية التي هي عضو في المنظمة العالمية للحركة الكشفية في الوقت الحاضر. تأسست الحركة الكشفية في أفريقيا الاستوائية الفرنسية في عام 1941، وتم الاعتراف بها لأول مرة في عام 1969. اتحاد كشافة أفريقيا الوسطى هو اتحاد وطني من سبع منظمات كشفية. في حين اتحاد كشافة أفريقيا الوسطى كان لا يزال معترف به في عام 1990، وكان هناك 7000 كشاف، ونشرت مصادر تابعه للإتحاد انه كان مجموع الأعضاء في نهاية عام 1998 بأنها نفس العدد.
علقت عضوية الاتحاد من قبل المنظمة الكشفية العالمية في عام 1999 بسبب عدم دفع رسوم العضوية.